# 화랑 (드라마)
《화랑》은 2016년 12월 19일부터 2017년 2월 21일까지 방송되었던 KBS 2TV 월화드라마이다.

## 줄거리
1,500년 전 신라의 수도 서라벌을 누비던 꽃 같은 사내 화랑들의 뜨거운 열정과 사랑, 눈부신 성장을 그린 청춘 사극.

## 등장인물

### 주요 인물
- 박서준 : 무명 / 김선우 역 ㅡ 백제 계백의 선조
- 고아라 : 김아로 역 ㅡ 선우의 아내 ㆍ계백의 선조
- 박형식 : 삼맥종 / 김지뒤(知後) 역
- 서예지 : 숙명 역

### 신국의 화랑들
- 김태형 : 석한성 역
- 최민호 : 김수호 역
- 도지한 : 박반류 역
- 조윤우 : 김여울 역
- 김현준 : 석단세 (선우 낭두) 역
- 진주형 : 김장현 역
- 전범수 : 김신 역
- 오운 : 김기보 역
- 박기훈 : 주기 역
- 이도훈
- 장세현 : 강성 (반류 낭두) 역

### 왕실 사람들
- 김지수 : 부여화 역 (특별출연)ㅡ고구려왕후 ㆍ한성백제위례궁
- 송영규 : 김휘경 (휘경공) 역

### 왕경 사람들
- 성동일 : 김위화 (위화공 / 위화랑) 역
- 최원영 : 김안지 (안지공) 역
- 유재명 : 파오 (삼맥종 호위무사, 지뒤 낭두) 역
- 김광규 : 피주기 역
- 이다인 : 김수연 역

### 망망촌 사람들
- 이광수 : 막문 / 김선우 역 (아역 박민수) (특별출연)
- 김원해 : 우륵 역

### 신국의 대신들
- 김창완 : 박영실 역
- 이병준 : 호공 역
- 고인범 : 김습 역
- 김종구 : 석현제 역

### 그 외 인물
- 한정훈
- 김태훈 : 박인주 역
- 윤진호 : 미진부(화랑 부제) 역
- 강동우 : 무철 역
- 송민형 : 김형원 역
- 백재진 : 양조장 역
- 반민정 : 미루향 역
- 이관훈 : 현추 역
- 이채윤 : 소 역
- 송보은
- 이규형 : 도고 역
- 이풍운 : 설운 역
- 이민호 : 소감 역
- 박광재 : 백정치 역
- 박하얀 : 유지 역
- 장유태
- 오은호 : 모영 역
- 호산
- 오세형
- 신창수
- 연제형
- 건희
- 한수아 : 동백 역
- 손성윤 : 준정 역
- 김민준 : 태자 창 역 (특별출연)

## 제작진
- 연출 : 윤성식, 김영조
- 극본 : 박은영
- 책임프로듀서 : 최지영 (KBS 드라마운영팀)
- 제작 : 박성혜
- 프로듀서 : 김상휘, 김형석, 이영범
- 제작총괄 : 한석원
- 촬영감독 : 장병욱, 최기하
- 조명 감독 : 윤명석, 김대식
- 동시녹음 : 천명호, 성경환
- 무술감독 : 신재명
- 무술지도 : 정성호
- 특수효과 : [M-plan] 김만성
- 안무 : [안무하다] 윤미영
- 안무팀장 : 최유진
- 미술제작 : [(주) KBS 아트비전]
- 미술총괄 : 정홍극
- 미술감독 : 김소연
- 세트디자인 : 김소연
- 장식디자인 : 이정민
- 장식 : 명재현, 백세훈, 안지환
- 의상디자인 : 강윤정, 이혜진
- 의상 : 박영기, 신우현, 나문수, 박효정
- 분장 : 김형곤, 김한미, 이인영 이해인, 김영아
- 미용 : 손혜경, 정현진, 윤혜진 김소선
- 세트제작 : [(주)아트인]
- 세트총괄 : 송종태
- 음악감독 : 오준성
- 음향효과 : 박종천, 배윤영, 임소연
- OST제작 : [오보이프로젝트]
- 편집 : 김태영, 송은정
- 테크니컬슈퍼바이저 : 김승준, 이주희
- 특수영상 : [인스터] 김동명, 정연웅, 신상수, 김경문, 이훈희
- KBS홍보 : 이병기, 김규량
- 포스터 : [꽃피는 봄이오면]
- 스틸 : [퍼니피디] 정진환
- KBS온라인홍보 : KBS 미디어
- 마케팅총괄 : [M&CL] 김재일, 박소영
- 기획프로듀서 : 신연주
- 제작프로듀서 : 이지민, 마태희, 오창묵, 한민정
- 조연출 : 나수지, 이정, 이승훈, 이규석
- 기획 : 황의경 (KBS 드라마본부)
- 제작 : 화랑문화산업전문회사, 오보이프로젝트

## 시청률
최저 시청률과 최고 시청률은 시청률 조사회사와 지역별로 시청률에 차이가 있을 수 있습니다.
| 2016년      | 2016년      | 2016년         | 2016년       | 2016년         | 2016년       |
| 회차        | 방송일      | TNmS 시청률    | TNmS 시청률  | AGB 시청률     | AGB 시청률   |
| 회차        | 방송일      | 대한민국(전국) | 서울(수도권) | 대한민국(전국) | 서울(수도권) |
| ----------- | ----------- | -------------- | ------------ | -------------- | ------------ |
| 제1회       | 12월 19일   | 7.9%           | 8.5%         | 6.9%           | 6.8%         |
| 제2회       | 12월 20일   | 6.9%           | 6.5%         | 7.2%           | 6.7%         |
| 제3회       | 12월 26일   | 11.1%          | 11.0%        | 13.1%          | 13.8%        |
| 제4회       | 12월 27일   | 7.4%           | 7.8%         | 7.5%           | 7.2%         |
| 2017년      |             |                |              |                |              |
| 제5회       | 1월 2일     | 7.4%           | 7.6%         | 7.6%           | 7.4%         |
| 제6회       | 1월 3일     | 7.6%           | 8.0%         | 8.0%           | 7.2%         |
| 제7회       | 1월 9일     | 7.2%           | 7.5%         | 6.9%           | 7.2%         |
| 제8회       | 1월 10일    | 7.2%           | 8.0%         | 7.6%           | 7.7%         |
| 제9회       | 1월 16일    | 6.2%           | 6.8%         | 6.7%           | 7.2%         |
| 제10회      | 1월 17일    | 7.1%           | 7.5%         | 8.3%           | 8.2%         |
| 제11회      | 1월 23일    | 9.3%           | 9.8%         | 11.0%          | 11.1%        |
| 제12회      | 1월 24일    | 8.7%           | 8.9%         | 10.5%          | 10.2%        |
| 제13회      | 1월 30일    | 6.9%           | 7.9%         | 9.7%           | 9.1%         |
| 제14회      | 1월 31일    | 7.0%           | 7.6%         | 9.1%           | 8.8%         |
| 제15회      | 2월 6일     | 6.8%           | 6.9%         | 8.6%           | 8.2%         |
| 제16회      | 2월 7일     | 6.4%           | 5.8%         | 7.9%           | 7.4%         |
| 제17회      | 2월 13일    | 6.2%           | 6.7%         | 8.2%           | 8.6%         |
| 제18회      | 2월 14일    | 6.4%           | 6.5%         | 7.7%           | 7.6%         |
| 제19회      | 2월 20일    | 6.0%           | 6.8%         | 7.6%           | 7.4%         |
| 제20회      | 2월 21일    | 6.2%           | 5.9%         | 7.9%           | 8.0%         |
| 평균 시청률 | 평균 시청률 | 7.3%           | 7.6%         | 8.4%           | 8.3%         |

## 사운드 트랙
아래는 싱글앨범에 포함된 곡들이며, 정렬기준은 출시 순이다.

### Part.1
| #            | 제목                        | 작사         | 작곡         | 재생 시간 |
| ------------ | --------------------------- | ------------ | ------------ | --------- |
| 1.           | 〈그 곳이 어디든〉 (한동근) | 김진아       | 오준성       | 4:48      |
| 2.           | 〈그 곳이 어디든 (Inst.)〉  | 김진아       | 오준성       | 4:48      |
| 총 재생 시간 | 총 재생 시간                | 총 재생 시간 | 총 재생 시간 | 9:36      |

### Part.2
| #            | 제목                                | 작사         | 작곡         | 재생 시간 |
| ------------ | ----------------------------------- | ------------ | ------------ | --------- |
| 1.           | 〈죽어도 너야〉 (방탄소년단 뷔, 진) | 김유경       | 오준성       | 3:50      |
| 2.           | 〈죽어도 너야 (Inst.)〉             | 김유경       | 오준성       | 3:50      |
| 총 재생 시간 | 총 재생 시간                        | 총 재생 시간 | 총 재생 시간 | 7:40      |

### Part.3
| #            | 제목                     | 작사         | 작곡         | 재생 시간 |
| ------------ | ------------------------ | ------------ | ------------ | --------- |
| 1.           | 〈드림〉 (볼빨간 사춘기) | June         | 오준성       | 4:25      |
| 2.           | 〈드림 (Inst.)〉         | June         | 오준성       | 4:25      |
| 총 재생 시간 | 총 재생 시간             | 총 재생 시간 | 총 재생 시간 | 8:50      |

### Part.4
| #            | 제목                                | 작사         | 작곡         | 재생 시간 |
| ------------ | ----------------------------------- | ------------ | ------------ | --------- |
| 1.           | 〈너만 보여〉 (레드벨벳 웬디, 슬기) | June         | 오준성       | 3:18      |
| 2.           | 〈너만 보여 (Inst.)〉               | June         | 오준성       | 3:18      |
| 총 재생 시간 | 총 재생 시간                        | 총 재생 시간 | 총 재생 시간 | 6:36      |

### Part.5
| #            | 제목                           | 작사         | 작곡         | 재생 시간 |
| ------------ | ------------------------------ | ------------ | ------------ | --------- |
| 1.           | 〈서로의 눈물이 되어〉 (효린)  | 김유경       | 오준성       | 4:23      |
| 2.           | 〈서로의 눈물이 되어 (Inst.)〉 | 김유경       | 오준성       | 4:23      |
| 총 재생 시간 | 총 재생 시간                   | 총 재생 시간 | 총 재생 시간 | 8:46      |

### Part.6
| #            | 제목                                    | 작사         | 작곡         | 재생 시간 |
| ------------ | --------------------------------------- | ------------ | ------------ | --------- |
| 1.           | 〈신의 한수〉 (양요섭)                  | 김유경       | 오준성       | 4:08      |
| 2.           | 〈신의 한 수 (Acoustic Ver.)〉 (김주나) | 김유경       | 오준성       | 3:55      |
| 3.           | 〈신의 한 수 (Inst.)〉                  | 김유경       | 오준성       | 4:08      |
| 4.           | 〈신의 한 수 (Acoustic Ver.) (Inst.)〉  | 김유경       | 오준성       | 3:55      |
| 총 재생 시간 | 총 재생 시간                            | 총 재생 시간 | 총 재생 시간 | 16:08     |

### Part.7
| #            | 제목                     | 작사         | 작곡         | 재생 시간 |
| ------------ | ------------------------ | ------------ | ------------ | --------- |
| 1.           | 〈여기 있을게〉 (박형식) | 김유경       | 오준성       | 4:17      |
| 2.           | 〈여기 있을게 (Inst.)〉  | 김유경       | 오준성       | 4:17      |
| 총 재생 시간 | 총 재생 시간             | 총 재생 시간 | 총 재생 시간 | 8:34      |

## 스페셜 방송
| KBS 2TV | 미리보는 화랑            | 12월 16일 금요일 밤 10시 ~ 11시             | 제작 과정의 비하인드 스토리를 배우진이 출연해 토크쇼 형식으로 진행 |
| KBS 2TV | 1·2회 특별판             | 12월 26일 월요일 밤 9시 ~ 9시 50분          | 1 ~ 2화 압축판                                                     |
| KBS 2TV | 설날 스페셜 특별판 1·2부 | 1월 30일 월요일 낮 12시 35분 ~ 오후 3시 5분 | 1 ~ 12화 압축판                                                    |

## 참고 사항
- 역사 드라마 중 유일무이하게, 신라시대 화랑을 배경으로 하는 청춘 사극물이므로, KBS가 야심차게 기획한 세번째 사전 제작 드라마로 제작하여. 2016년 9월에 촬영을 마쳤다.
- 당초 2016년 9월 21일에 수목드라마 《함부로 애틋하게》의 후속작으로 방송할 예정이었지만, 아시아와 태평양, 유럽, 아메리카 등 해외 판권 독점 계약을 위한 사전 심의 기간을 염두에 두고, 본방송 시점을 2016년 12월 19일로 최종 확정되었다.[5]
- 한편, 2016년 12월 16일 드라마 첫 방송을 코 앞에 두고, 배우들의 코멘터리와 인터뷰 등을 담은 '스페셜 - 미리보는 화랑'을 추가 편성하였다.[6]
- 이 드라마를 통해 방탄소년단 뷔가 배우로 데뷔하게 되었다.

## 동시간대 드라마
- SBS 월화드라마
  - 낭만닥터 김사부 (2016년 11월 7일 ~ 2017년 1월 16일)
  - 피고인 (2017년 1월 23일 ~ 2017년 3월 21일)

- MBC 월화드라마
  - 불야성 (2016년 11월 21일 ~ 2017년 1월 24일)
  - 역적 : 백성을 훔친 도적 (2017년 1월 30일 ~ 2017년 5월 16일)